# Гелетинцы
Гелетинцы (укр. Гелетинці) — село в Хмельницком районе Хмельницкой области Украины.
Население по переписи 2001 года составляло 890 человек. Почтовый индекс — 31351. Телефонный код — 382. Занимает площадь 4,1 км². Код КОАТУУ — 6825081801.

## Местный совет
31351, Хмельницкая обл., Хмельницкий р-н, с. Гелетинцы, ул. Ленина, 56